# رايموند باكلي
رايموند باكلي هو سياسي أمريكي، ولد في 1959 في كين في الولايات المتحدة. نشط حزبياً في الحزب الديمقراطي.